# Tetrastemma pinnatum
Tetrastemma pinnatum är en djurart som tillhör fylumet slemmaskar, och som beskrevs av Jirô Iwata 1954. Tetrastemma pinnatum ingår i släktet Tetrastemma och familjen Tetrastemmatidae. Inga underarter finns listade i Catalogue of Life.